# 조 라일리
조 라일리(Joe Riley, 1996년 12월 6일 ~ )는 잉글랜드의 축구 선수로, 현 소속팀은 월솔 FC이다.